# Щоткино (присілок)
Що́ткино (рос. Щёткино) — присілок у складі Підосиновського району Кіровської області, Росія. Входить до складу Підосиновського міського поселення.
Населення становить 54 особи (2010, 71 у 2002).
Національний склад станом на 2002 рік — росіяни 100 %.